# 23133 Rishinbehl
23133 Rishinbehl là một tiểu hành tinh vành đai chính với chu kỳ quỹ đạo là 1345.8185921 ngày (3.68 năm).
Nó được phát hiện ngày 5 tháng 1 năm 2000.